# Miriam Vogt (Skirennläuferin)
Miriam Vogt (* 20. März 1967 in Starnberg) ist eine ehemalige deutsche Skirennläuferin.

## Biografie
Zu Beginn ihrer Karriere betrieb die Tochter von Hans und Katharina Vogt im Winter den Skisport, im Sommer dagegen den Rudersport, in dem es ihr Bruder Markus Vogt bei den Weltmeisterschaften 1991 zu Edelmetall brachte. Nach Intervention ihres damaligen Trainers Willi Lesch konzentrierte sie sich jedoch schließlich auf das Skifahren. Bei den Juniorenweltmeisterschaften 1985 in der ČSSR belegte Vogt im Slalom den 8. Platz. Ihr Debüt im Weltcup feierte sie am 10. Januar 1986 im Rahmen des Abfahrtsrennen in Bad Gastein. Dort wurde sie mit der hohen Startnummer 44 Elfte. Anfänglichen guten Resultaten folgte ein Tief im Jahre 1989, das vorübergehend zur Rückstufung Vogts aus der Nationalmannschaft in den Förderkader des DSV führte.
Die 1,80 Meter große Abfahrtsspezialistin, die für den WSV Unterammergau an den Start ging, wechselte mehrfach in ihrer Karriere den Skiausrüster. Nachdem die Starnbergerin zunächst auf Rossignol unterwegs war, wechselte sie zur Völkl und später im Sommer 1992 auf Blizzard. Sie gewann in ihrer Laufbahn ein Weltcuprennen (12. Dezember 1992 in Vail) und wurde bei den Alpinen Skiweltmeisterschaften 1993 in Morioka Weltmeisterin in der Kombination. 1998 beendete sie ihre Laufbahn, nahm aber noch im Jahr 2000 an den Schweizer und im Jahr 2001 an den Österreichischen Meisterschaften aktiv teil.
Nach ihrer Skikarriere wurde Vogt, die während ihrer sportlichen Laufbahn Betriebswirtschaft studiert hatte, Geschäftsführerin eines Beratungsunternehmens. Von 2005 bis 2014 war sie Präsidentin des Bayerischen Skiverbandes. Ende 2013 wurde sie zur Vizepräsidentin des DSV gewählt, mit dem aktuellen Schwerpunkt Sportentwicklung. Seit 2018 ist Vogt Mitglied des Gutachterausschusses der Deutschen Sporthilfe. Vogt ist Initiatorin der seit 2003 bestehenden jährlichen Winterbenefizveranstaltung „Schneekristall - stark sein, wenn’s zählt“.
2017 erhielt sie den Bayerischen Verdienstorden.